# 蘇厄德 (伊利諾伊州)
蘇厄德（英語：Seward）是位於美國伊利諾伊州溫納貝戈縣的一個非建制地區。該地的面積和人口皆未知。

## 地理
蘇厄德的座標為42°14′09″N 89°21′28″W / 42.23583°N 89.35778°W，而該地的平均海拔高度為273米（即896英尺）。